# James Duval Phelan
James Duval Phelan (San Francisco, 20 aprile 1861 – Saratoga, 7 agosto 1930) è stato un politico e banchiere statunitense, 25° sindaco di San Francisco.